# Црква Светог пророка Илије у Трњацима
Црква Светог пророка Илије у Трњацима је храм Српске православне цркве који припада Епархији зворничко-тузланској. Налази се у селу Трњаци, Бијељина, Република Српска, Босна и Херцеговина.
Градња храма почела је 1999. године. Прије саме изградње храма, ОШ "Петар Кочић" Бродац даровала је земљиште надлежној парохији, односно епархији. Темељи храма су освештани 02. августа 2000. године, а освештао их је умировљени епископ зворничко-тузлански господин Василије. Градња овог храма завршена је 2003. године и освештана је исте године благословом већ поменутог епископа господина Василија. 
Драган Петровић из Вишњице код Београда је израдио иконостас у храстовини техником дубореза. Атеље Петра Билића се побринуо за живописање икона, а такође и за фрескописање овога храма. Живопис ове цркве је освештан 02. августа 2008 године.  